# Christoph Kaserer
Christoph Kaserer (* 11. November 1963 in Meran, Italien) ist ein italienisch-deutscher Betriebswirtschaftler und seit 2002 Professor für Betriebswirtschaftslehre an der Technischen Universität München.

## Leben
Kaserer studierte Volkswirtschaftslehre an der Universität Wien. 1992 erlangte er an der Universität Würzburg den Dr. rer. pol. mit einer Dissertationsschrift zum Thema Der Risikoallokationseffekt von Optionsmärkten. 1998 erhielt er dort die Venia Legendi im Fach Betriebswirtschaftslehre. 1999 wurde er auf den Lehrstuhl für Finanzmanagement und Rechnungswesen der Université de Fribourg (Schweiz) berufen. 2002 wechselte er an die Technische Universität München. Er ist dort Ordinarius für Betriebswirtschaftslehre und leitet den Lehrstuhl für Finanzmanagement und Kapitalmärkte. Seit 2003 ist er auch Wissenschaftlicher Co-Direktor des Center for Entrepreneurial and Financial Studies (CEFS), eine Einrichtung der Technischen Universität München.
Christoph Kaserer forscht schwerpunktmäßig über Fragestellungen aus der empirischen Kapitalmarktforschung, der Unternehmensfinanzierung und -kontrolle, der Finanzintermediation sowie aus dem Bereich Private Equity und Venture Capital. 2005 erhielt er den Initiativpreis der Stiftung Industrieforschung. Darüber hinaus ist er Mitglied des Münchner Finance Forum e.V.

## Veröffentlichungen
- Die erfolgskonforme Abbildung von Zins- und Währungsswaps in der Handels- und Steuerbilanz (gemeinsam mit E. Wenger und R. Bayer), in: DStR – Deutsches Steuerrecht, 33. Jg. (1995), S. 905–960.
- Optionsmärkte und Risikoallokation : eine computergestützte Analyse. Physica-Verlag 1993, ISBN 978-3-7908-0704-2